# Liste de personnalités figurant sur les timbres d'Afrique du Sud
 (mai 2019).
Cette page vise à lister les personnalités figurant sur les timbres postaux de l'Union d'Afrique du Sud, de la République d'Afrique du Sud, de l'Afrique du Sud dans sa forme actuelle, mais aussi des bantoustans créés en son sein et qui ont accédé à l'indépendance (Bophuthatswana, Ciskei, Transkei, Venda). Sont également énumérées les personnalités présentes sur les timbres postaux des entités territoriales de la région existant avant la création de l'Union d'Afrique du Sud, en 1910 : Benchuanaland, Cap de Bonne-Espérance, Colonie de la Rivière Orange, Natal, Transvaal, Mafeking et Zoulouland.
L'histoire postale de l'Afrique du Sud est liée à celle du Royaume-Uni. Le premier timbre-poste au monde est le Penny Black de 1840, émis par le Royaume-Uni et à l'effigie de la reine Victoria. Les territoires se situant dans la région de l'actuelle Afrique du Sud étant à ce moment des colonies britanniques pour leur grande partie, les premiers timbres postaux liés à ces régions suivront quelques décennies plus tard, dans les années 1880, toujours avec Victoria.

## Timbres-poste

### Afrique du Sud
Dans cette liste figurent les personnalités présentes sur les timbres-poste émis par l'Union d'Afrique du Sud puis la République d'Afrique du Sud, lorsque le pays est devenu indépendant du Royaume-Uni. Au départ, ce sont les souverains britanniques qui y étaient représentés. Par la suite les successifs premiers ministres puis présidents du pays ont été imprimés sur les timbres. On y trouve également nombre de personnalités qui ont marqué l'Histoire du pays, tels que des scientifiques, des hommes politiques (notamment après l'apartheid), des sportifs ou des chanteurs.

#### B
- Robert Baden-Powell, militaire (1982)
- Christiaan Barnard, chirurgien (1969)
- Lionel Bernstein, militant (2013)
- Steve Biko, militant (2002)
- Pieter Willem Botha, homme politique (1960-1961, 1984)
- Elizabeth Bowes-Lyon, reine consort (1947-1948)
- Johanna Brandt, espionne (2000)
- Robert Broom, paléontologue (1991)
- Vuyani Bungu, boxeur (2001)
- Schalk Willem Burger, militaire (2002)
- Thomas François Burgers, homme politique (1974)

#### C
- Jean Calvin, théologien (1964)
- Chaka, roi (2003)
- Winston Churchill, homme politique (2000)
- Hestrie Cloete, athlète (2001)
- Allan McLeod Cormack, physicien (1996)
- Thomas Crean, militaire (2001)

#### D
- Bartolomeu Dias, explorateur (1988)
- Nicolaas Johannes Diederichs, homme politique (1975, 1981)
- Arthur Conan Doyle, écrivain (2000)
- John Dube, homme politique (2012)
- Lucky Dube, chanteur (2014)

#### E
- Albert Einstein, physicien (2005)
- Élisabeth II, reine (1947, 1953)
- Ernie Els, golfeur (2001)

#### F
- Brenda Fassie, chanteuse (2014)
- Percy Fitzpatrick, auteur (1984)
- Jacobus Johannes Fouché, homme politique (1968, 1981)

#### G

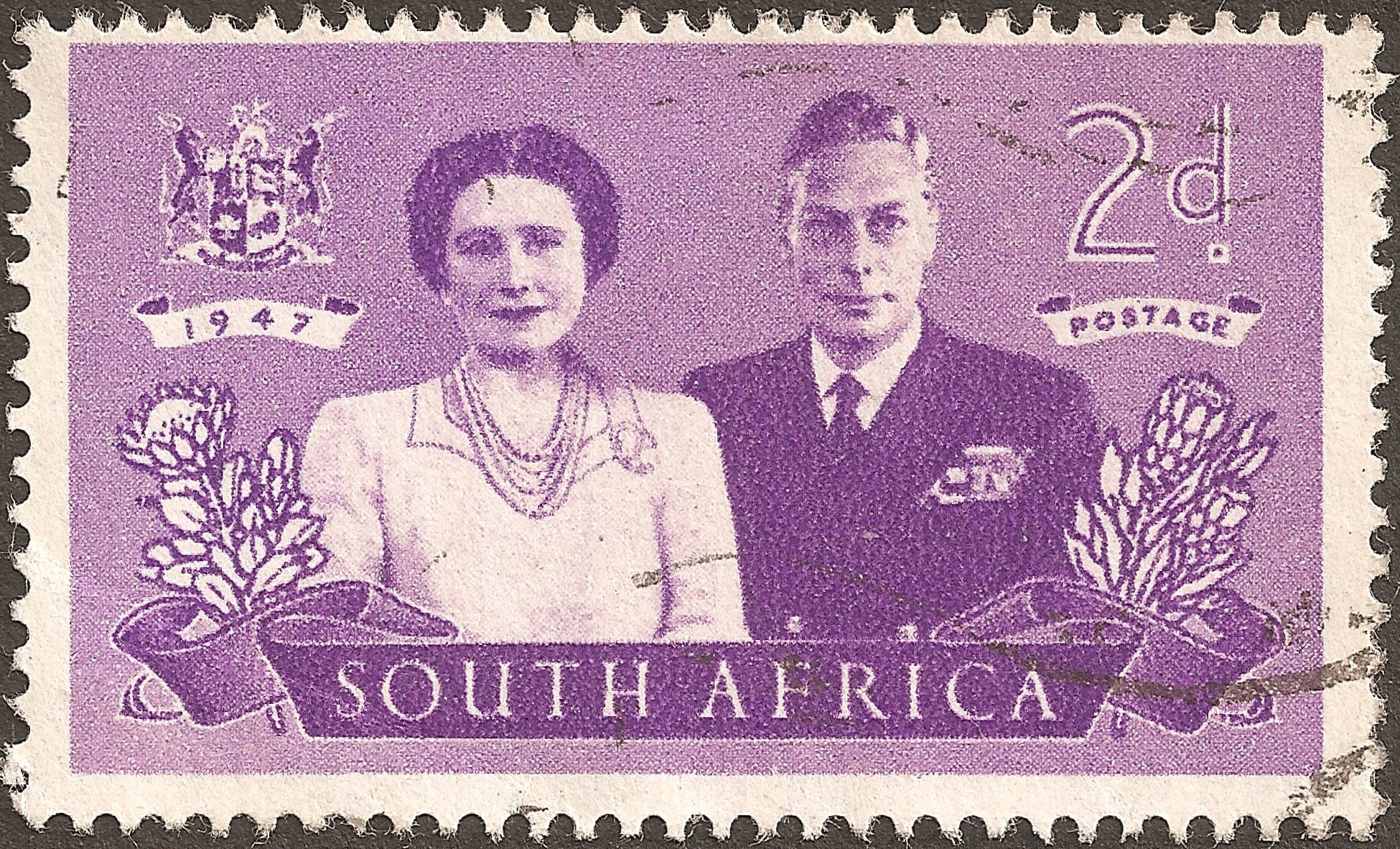
George Vi et son épouse sur un timbre-poste de 1947.

- Mohandas Karamchand Gandhi, militant (1995, 2018)
- George V, roi (1910, 1913-1922, 1935, 2009-2010)
- George VI, roi (1937, 1947-1948)
- John Dow Fisher Gilchrist, zoologiste (1995)
- Denis Goldberg, militant (2013)
- Arthur Goldreich, peintre (2013)
- Nadine Gordimer, femme de lettres (1996)

#### H
- Chris Hani, homme politique (2003)
- James Barry Munnik Hertzog, homme politique (1960-1961, 1968)
- Emily Hobhouse, militante (1976)

#### J
- Jésus-Christ, figure religieuse (2004)
- Petrus Jacobus Joubert, militaire (1980)

#### K
- James Kantor, avocat (2013)
- Ahmed Kathrada, homme politique (2013)
- Johannes Kerkorrel, auteur-compositeur-interprète (2014)
- John Daniel Kestell, homme politique (2001)
- Horatio Herbert Kitchener, militaire (2002)
- Frederik de Klerk, homme politique (1989, 1996)
- Aaron Klug, physicien (1996)
- Robert Koch, médecin (1982)
- Krotoa, autochtone (2012)
- Paul Kruger, homme politique (1955, 1971, 1980)

#### L
- Cornelis Jacobus Langenhoven, écrivain (1973)
- Louis Leipoldt, écrivain (1980)
- Solomon Linda, musicien (2014)
- Henry Timson Lukin, militaire (2014)
- Martin Luther, théologien (1967)
- Albert Lutuli, homme politique (1996, 2011)

#### M
- Rosina Magola, athlète (2001)
- Miriam Makeba, chanteuse (2014)
- Daniel François Malan, homme politique (1960-1961, 1974)
- Salomon Malhangu, homme politique (2009)
- Nelson Mandela, homme politique (1994, 1996, 1999, 2001, 2008, 2013-2014, 2018)
- Winnie Mandela, femme politique (2017)
- Thomas Mtobi Mapikela, homme politique (2012)
- Marie, figure religieuse (2004)
- Spokes Mashiyane, musicien (2014)
- Govan Mbeki, homme politique (2013)
- Thabo Mbeki, homme politique (1999)
- Raymond Mhlaba, homme politique (2013)
- Andrew Mlangeni, homme politique (2013)
- Kippie Moeketsi, musicien (2014)
- Kgalema Motlanthe, homme politique (2009)
- Elias Motsoaledi, militant (2013)
- Saul Msane, homme politique (2012)
- Andrew Murray, théologien (1978)

#### N
- Hamilton Naki, infirmier (2014)
- Simon Nkabinde, chanteur (2014)
- Alfred Nobel, chimiste (1996)

#### P
- Terence Parkin, nageur (2001)
- Taliep Petersen, chanteur (2014)
- James Phillips, chanteur (2014)
- Francois Pienaar, rugbyman (2001)
- Solomon Plaatje, écrivain (2000, 2012)
- Andries Pretorius, homme politique (1955)
- Marthinus Wessel Pretorius, homme politique (1955, 1980)
- Thomas Pringle, écrivain (1984)

#### Q
- Marie de la Queillerie, première colon d'Afrique du Sud (1952)

#### R
- Lucas Radebe, footballeur (2001)
- Cyril Ramaphosa, homme politique (2018)
- Henry Rawlinson, militaire (2014)
- Jonty Rhodes, joueur de cricket (2001)
- Jan van Riebeeck, navigateur (1952)
- Margaret du Royaume-Uni, princesse (1947)
- Walter Rubusana, homme politique (2012)

#### S
- Basil Schonland, physicien (1991)
- Olive Schreiner, écrivaine (1984)
- Hezekiel Sepeng, athlète (2001)
- Albertina Sisulu, militante (2018)
- Walter Sisulu, homme politique (2003, 2013)
- Zanele Situ, athlète (2001)
- Pauline Smith, romancière (1984)
- Jan Smuts, homme politique (1960-1961, 1975)
- Robert Sobukwe, homme politique (2003)
- Enoch Sontonga, auteur-compositeur (1997)
- Marthinus Theunis Steyn, homme politique (1971)
- Johannes Gerhardus Strijdom, homme politique (1960-1961)
- Helen Suzman, femme politique (2017)
- Charles Swart, homme politique (1981)

#### T
- Oliver Tambo, homme politique (2003, 2015, 2017)
- Arnold Theiler, vétérinaire (1991)
- Max Theiler, médecin (1996)
- Josia Thugwane, athlète (2000)
- Alex du Toit, géologue (1991)
- Totius, écrivain (1977)
- Desmond Tutu, homme d'Eglise (1996, 2017)

#### V

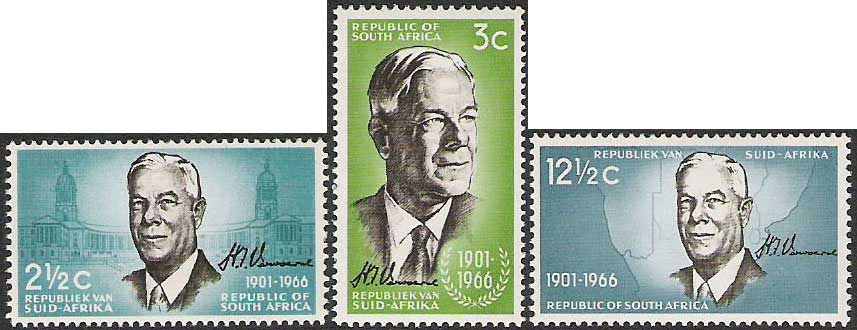
Hendrick Frensch Verwoerd sur des timbres-poste de 1966.

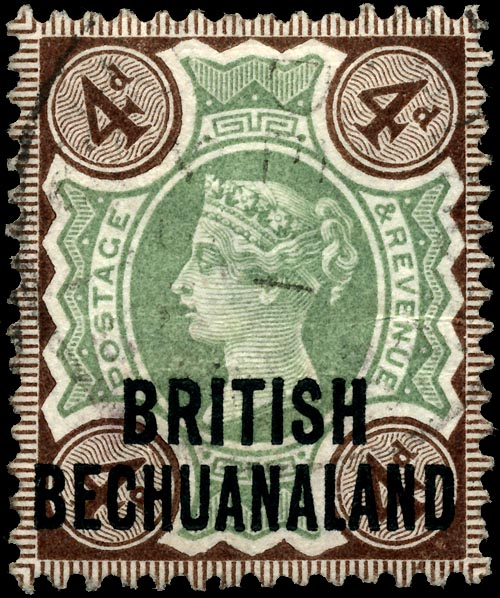
Victoria sur un timbre-poste du Benchuanaland de 1891.

- Hendrik Frensch Verwoerd, homme politique (1960-1961, 1966)
- Victoria, reine (1882, 1990)
- Marais Viljoen, homme politique (1981)
- John Vorster, homme politique (1978, 1981)

#### W
- Harold Wolpe, avocat (2013)

#### Z
- Jacob Zuma, homme politique (2009, 2014)

### Bophuthatswana
Le Bophuthatswana était un bantoustan regroupant l'ethnie Tswana, déclaré indépendant de 1977 à 1994 et situé dans le Nord-Ouest de l'Afrique du Sud durant la période de l'apartheid. Sur les timbres-poste émis par cet État non reconnu internationalement y figurent les dirigeants de celui-ci mais aussi de nombreuses références aux apôtres.

#### B
- Robert Baden-Powell, militaire (1982)
- Montshiwa de Barolong booRatshidi, homme politique (1985)

#### J
- Jean, saint (1982, 1986, 1988)
- Jésus-Christ, figure religieuse (1993-1994)

#### K
- Kallie Knoetze, boxeur (1979)

#### M
- Marc, saint (1982, 1988-1989, 1991-1992)
- Matthieu, saint (1982-1986, 1989)

#### N
- Ngwaga Na Ntla, homme politique (1978)

#### T
- John Tate, boxeur (1979)

#### W
- Charles Warren, archéologue (1985)
- Orville et Wilbur Wright, aviateurs (1978)

### Ciskei
Le Ciskei était un bantoustan situé dans l'ancienne province du Cap d'Afrique du Sud, aujourd'hui dans le Cap-Oriental. Il fut le dernier bantoustan à être déclaré indépendant dans le cadre de la politique d'apartheid de 1981 à 1994. Le pays a notamment émis une série de timbres sur les grands explorateurs.

#### C
- James Cook, explorateur (1993)

#### D
- Francis Drake, explorateur (1993)

#### G
- Vasco de Gama, explorateur (1993)

#### M
- Ferdinand Magellan, explorateur (1993)
- Cecilia Makiwane, infirmière (1982)

#### S
- Lennox Sebe, homme politique (1981, 1986)

#### T
- Abel Tasman, explorateur (1993)

### Transkei
Le Transkei était un bantoustan situé dans les anciennes provinces du Cap et du Natal d'Afrique du Sud, aujourd'hui dans le Cap-Oriental. Premier bantoustan autonome en 1960, le Transkei fut un État indépendant non reconnu de 1976 à 1994 dans le cadre du régime d'apartheid. Le pays a notamment émis plusieurs séries de timbres à l’effigie des grands noms de la médecine.

#### B
- Frederick Banting, médecin (1990)
- Emil Adolf von Behring, médecin (1991)
- Claude Bernard, médecin (1990)

#### C
- Albert Calmette, médecin (1991)
- Arétée de Cappadoce, médecin (1990)
- Alexis Carrel, chirurgien (1993)
- Nicolas de Cues, penseur (1984)

#### E
- John Enders, scientifique (1991)

#### F
- Alexander Fleming, médecin (1993)

#### G
- Camille Guérin, vétérinaire (1991)

#### H
- William Halsted, chirurgien (1985)
- William Harvey, médecin (1982)
- Hippocrate, médecin (1982)

#### J
- Edward Jenner, scientifique (1983)

#### L
- René-Théophile-Hyacinthe Laennec, médecin (1992)
- Karl Landsteiner, biologiste (1984)
- Antoni van Leeuwenhoek, biologiste (1982)
- James Lind, médecin (1993)
- Joseph Lister, chirurgien (1982)

#### M
- François Magendie, médecin (1985)
- Marcello Malpighi, médecin (1985)
- Kaiser Matanzima, homme politique (1976, 1979, 1986)
- Gregor Mendel, moine (1983)
- Oskar Minkowski, médecin (1990)
- William Thomas Green Morton, dentiste (1984)

#### N
- Florence Nightingale, infirmière (1983)

#### P
- Louis Pasteur, scientifique (1983)

#### R
- Santiago Ramón y Cajal, scientifique (1993)
- Wilhelm Röntgen, physicien (1984)

#### S
- Jonas Salk, inventeur (1991)
- Ignace Philippe Semmelweis, médecin (1992)
- James Young Simpson, médecin (1992)

#### V
- André Vésale, médecin (1985)

#### W
- Thomas Weller, médecin (1992)

### Venda
Le Venda était un bantoustan situé dans l'ancienne province du Transvaal d'Afrique du Sud, aujourd'hui dans le Limpopo. Le Venda a été un État d'abord autonome puis indépendant non reconnu de 1979 à 1994 dans le cadre du régime d'apartheid. Le pays a émis deux timbres représentant ses deux dirigeants successifs.

#### M
- Patrick Mphephu, homme politique (1979)

#### R
- Frank Ravele, homme politique (1989)

Les paragraphes suivants regroupent les colonies britanniques ou hollandaises dans la région avant l'établissement de l'Union d'Afrique du Sud.

### Bechuanaland britannique

#### V
- Victoria, reine (1887-1888, 1891)

### Cap de Bonne-Espérance

#### E
- Edouard VII, roi (1902-1904)

### Colonie de la Rivière Orange

#### E
- Edouard VII, roi (1903, 1905-1909)

### Natal

#### E

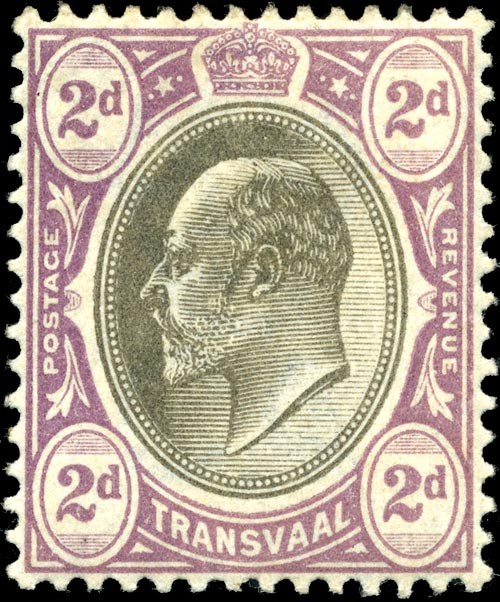
Edouard VII sur un timbre-poste du Transvaal de 1902.

- Edouard VII, roi (1902, 1904-1909)

#### V
- Victoria, reine (1859-1864, 1867, 1869-1880, 1882-1889, 1891, 1895)

### Transvaal

#### E
- Edouard VII, roi (1902, 1904-1909)

#### V
- Victoria, reine (1878-1879)

### Mafeking

#### B
- Robert Baden-Powell, militaire (1900)

#### G
- Warner Goodyear, militaire (1900)

#### V
- Victoria, reine (1900)

### Zoulouland
- Victoria, reine (1888-1896)

## Sources
- Catalogue de timbres d'Afrique du Sud